# باشگاه فوتبال فولاد خوزستان در فصل ۰۲–۱۴۰۱
فصل ۰۲–۱۴۰۱، سی و ششمین سال فعالیت باشگاه فولاد در فوتبال ایران است. فولاد خوزستان علاوه بر لیگ برتر در رقابت‌های این فصل جام حذفی و لیگ قهرمانان آسیا نیز شرکت می‌کند.

## مرور فصل

#### خرداد
در ۲۰ خرداد ۱۴۰۱ احسان مرادیان دروازه بان فولاد پس از ۵ سال از این تیم جدا شد. همچنین مهران درخشان مهر نیز از جمع شاگردان جواد نکونام رفتنی شد.
در ۳۰ خرداد هم ساسان حسینی مهاجم جوان باشگاه فولاد با دریافت رضایتنامه به پیکان پیوست.

#### تیر
در ۲ تیر، مجید علیاری مهاجم سرعتی باشگاه مس رفسنجان پس از پایان قراردادش با این تیم با عقد قراردادی به صورت رسمی به سرخ‌پوشان اهواز پیوست.و همین طور سعید آقایی به فولاد پیوست با اعلام باشگاه فولاد، قرارداد وحید حیدریه نیز تمدید شد. همچنین باشگاه فولاد نیز با یوسو سسمای (مربی بدنساز) اسپانیابی قطع همکاری کرد.

## کادر فنی

### تیم اولیه
کادر فنی باشگاه فولاد از ابتدای فصل تا ۹ اسفند ۱۴۰۱ در راس آن جواد نکونام به عنوان سرمربی حضور داشت و کادر وی بدین ترتیب بود:
| سمت              | ملیت   | نام            |
| ---------------- | ------ | -------------- |
| سرمربی           | ایران  | جواد نکونام    |
| سرپرست           | ایران  | سید محمد علوی  |
| مربیان           | ایران  | حمیدرضا رجبی   |
| مربیان           | ایران  | سیدمحمد منتظری |
| مربیان           | ایران  | حسین کعبی      |
| مربیان           | ایران  | مهدی هاشمی نسب |
| مربیان           | ایران  | کیانوش رحمتی   |
| مربی دروازه‌بان‌ها | ایران  | نادر غبیشاوی   |
| پزشک             | ایران  | اکبر مرادی     |
| مربی بدنساز      | کرواسی | میرو پترویچ    |

### تیم جایگزین
اما پس از استعفای جواد نکونام پس از بازی با الفیصلی در لیگ قهرمانان آسیا، حمید رجبی هدایت تیم در تک بازی الهلال را برعهده گرفت و در ادامه پس از شروع دوباره مسابقات داخلی علیرضا منصوریان هدایت اهوازی‌ها را بر عهده گرفت که گروه فنی وی به شکل زیر است:
| سمت              | ملیت    | نام              |
| ---------------- | ------- | ---------------- |
| سرمربی           | ایران   | علیرضا منصوریان  |
| سرپرست           | ایران   | سید محمد علوی    |
| مربیان           | ایران   | مرتضی بچاری      |
| مربیان           | ایران   | محمد خرمگاه      |
| مربیان           | ایران   | حسین کاظمی       |
| مربیان           | ایران   | احمد آل نعمه     |
| مربیان           | ایران   | مهدی دهقان       |
| مربی دروازه‌بان‌ها | ایران   | ابراهیم میرزاپور |
| پزشک             | ایران   | اکبر مرادی       |
| مربی بدنساز      | اسپانیا | مانوئل           |

## بازیکنان
تا تاریخ ۲۸ اردیبهشت ۱۴۰۲
| ش.        | پست   | م.               | نام              | سن | تیم قبلی         | توضیحات |
| --------- | ----- | ---------------- | ---------------- | -- | ---------------- | ------- |
| ‎دروازه‌بان |       |                  |                  |    |                  |         |
| ۱         | GK    | ایران            | شهاب گردان       | ۳۸ | ذوب‌آهن           |         |
| ۲۲        | GK    | ایران            | علی غلامزاده     | ۲۲ | فولاد نوین       |         |
| ۳۰        | GK    | اتریش            | کریستوفر کنت     | ۳۲ | سپاهان           |         |
| ۴۰        | GK    | ایران            | رضا جلالی        | ۲۲ | آلومینیوم        |         |
| ۵۱        | GK    | ایران            | محمدرضا گلی      | ۲۲ | فولاد نوین       |         |
| ‎مدافع     |       |                  |                  |    |                  |         |
| ۲         | RB    | ایران            | مهدی شیری        | ۳۱ | پرسپولیس         |         |
| ۴         | CB    | ایران            | ایوب والی        | ۳۵ | فولاد نوین       | کاپیتان |
| ۵         | CB    | مالی             | موسی کولیبالی    | ۲۹ | نفت مسجدسلیمان   |         |
| ۶         | CB    | ایران            | سینا شاه‌عباسی    | ۲۳ | داماش گیلان      |         |
| ۲۰        | RB    | ایران            | مجتبی نجاریان    | ۲۴ | فولاد نوین       |         |
| ۲۱        | RB/RW | ایران            | وریا غفوری       | ۳۴ | استقلال          |         |
| ۳۳        | CB/LB | ایران            | عارف آقاسی       | ۲۵ | استقلال          |         |
| ۵۰        | LB    | ایران            | وحید حیدریه      | ۲۹ | ملوان بندر انزلی |         |
| ۵۵        | CB    | ایران            | محمدامین حزباوی  | ۱۹ | فولاد نوین       |         |
| ۷۲        | CB    | ایران            | محمد نژادمهدی    | ۳۰ | سپاهان           |         |
| ۷۷        | LB    | ایران            | سعید آقایی       | ۲۷ | پرسپولیس         |         |
| ‎هافبک     |       |                  |                  |    |                  |         |
| ۸         | DM    | ایران            | حمید بوحمدان     | ۳۳ | تراکتور          |         |
| ۱۰        | AMF   | آفریقای جنوبی    | آیاندا پاتوسی    | ۲۹ | بنی یاس          |         |
| ۱۱        | CM    | ایران            | احمد عبدالله‌زاده | ۲۹ | نساجی مازندران   |         |
| ۱۳        | DM    | ایران            | محمد آبشک        | ۳۵ | نساجی مازندران   |         |
| ۱۷        | CM    | ایران            | علیرضا باویه     | ۲۰ | فولاد نوین       |         |
| ۲۸        | AMF   | ژاپن             | یوگیو سوگیتا     | ۳۰ | سیریوس           |         |
| ۳۱        | AM/RW | اسپانیا          | روبرتو تورس      | ۳۴ | اوساسونا         |         |
| ۸۱        | AM    | ایران            | فرشید اسماعیلی   | ۲۸ | العربی           |         |
| ۸۸        | DM    | ایران            | محمدرضا غبیشاوی  | ۲۲ | نفت آبادان       |         |
| ‎مهاجم     |       |                  |                  |    |                  |         |
| ۳         | LW/RW | ایران            | ساسان انصاری     | ۳۱ | تراکتور          |         |
| ۷         | RW/CF | ایران            | مجید علیاری      | ۲۶ | مس رفسنجان       |         |
| ۹         | CF    | جمهوری آذربایجان | علی قربانی       | ۳۱ | سومقاییت         |         |
| ۱۴        | AM    | ایران            | احسان پهلوان     | ۲۹ | پرسپولیس         |         |
| ۲۳        | LW/RW | ایران            | علیرضا کوشکی     | ۲۲ | پیکان            |         |
| ۲۴        | LW/RW | ایران            | اشکان دژآگه      | ۳۶ | الشحانیه         |         |
| ۹۰        | CF    | اسپانیا          | الکس الگریا      | ۳۰ | رئال مایورکا     |         |

### بازیکنان قرضی
تا تاریخ ۲۷ مه ۲۰۲۲
| شماره | پست | نام | سن | در تیم |
| ----- | --- | --- | -- | ------ |
|       |     |     |    |        |

### بازیکنان ملی‌پوش
تا تاریخ ۱۵ ژوئن ۲۰۲۲
اطلاعات بازیکنان فقط مخصوص بازی در تیم ملی هست و ربطی به پست یا شماره بازیکن در تیم فولاد ندارد.
| شماره | پست   | نام        | سن | تعداد بازی | تعداد گل | تاریخ عضویت |
| ----- | ----- | ---------- | -- | ---------- | -------- | ----------- |
| ۱۳    | مدافع | عارف آقاسی | ۲۵ | ۱          | ۰        | ۲۰۲۱        |
| ۲۶    | مدافع | مهدی شیری  | ۳۱ | ۰          | ۰        | ۲۰۲۰        |
| ۹     | مهاجم | علی قربانی | ۳۱ | ۸          | ۰        | ۲۰۲۰        |

علی قربانی ۸ بازی برای تیم ملی جمهوری آذربایجان در کارنامه دارد.

### بازیکنان خارجی
تا تاریخ ۱۹ ژوئن ۲۰۲۲
| شماره | پست   | نام           | سن | از تیم         | نوع انتقال | تاریخ عضویت |
| ----- | ----- | ------------- | -- | -------------- | ---------- | ----------- |
| ۵     | مدافع | موسی کولیبالی | ۲۹ | نفت مسجدسلیمان | دائم       | ۲۰۱۹        |
| ۱۰    | هافبک | آیاندا پاتوسی | ۲۹ | بنی یاس        | دائم       | ۲۰۲۰        |
| ۹     | مهاجم | علی قربانی    | ۳۱ | سومقاییت       | دائم       | ۲۰۲۲        |
| ۲۸    | هافبک | یوکیا سوگیتا  | ۳۰ | سیریوس         | دائم       | ۲۰۲۲        |
| ۳۱    | هافبک | روبرتو تورس   | ۳۴ | اوساسونا       | دائم       | ۲۰۲۳        |
| ۹۰    | مهاجم | الکس الگریا   | ۳۰ | مایورکا        | دائم       | ۲۰۲۳        |

## مسابقات

### لیگ برتر

#### جدول
| رتبه | تیم            | بازی | برد | مساوی | باخت | گل زده | گل خورده | گل تفاضل | امتیاز | صعود یا سقوط                                    |
| ---- | -------------- | ---- | --- | ----- | ---- | ------ | -------- | -------- | ------ | ----------------------------------------------- |
| ۱    | پرسپولیس       | ۳۰   | ۲۰  | ۶     | ۴    | ۴۶     | ۱۳       | ۳۳+      | ۶۶     | صعود به مرحله‌گروهی لیگ قهرمانان آسیا            |
| ۲    | سپاهان         | ۳۰   | ۱۹  | ۸     | ۳    | ۴۹     | ۱۷       | ۳۲+      | ۶۵     | صعود به مرحله‌گروهی لیگ قهرمانان آسیا            |
| ۳    | استقلال        | ۳۰   | ۱۸  | ۸     | ۴    | ۵۲     | ۲۲       | ۳۰+      | ۶۲     |                                                 |
| ۴    | تراکتور        | ۳۰   | ۱۵  | ۷     | ۸    | ۴۲     | ۳۴       | ۸+       | ۵۲     | صعود به مرحله مقدماتی لیگ قهرمانان آسیا ۲۴–۲۰۲۳ |
| ۵    | مس رفسنجان     | ۳۰   | ۱۱  | ۱۴    | ۵    | ۲۹     | ۱۵       | ۱۴+      | ۴۷     |                                                 |
| ۶    | گل‌گهر          | ۳۰   | ۱۲  | ۹     | ۹    | ۴۰     | ۳۶       | ۴+       | ۴۵     |                                                 |
| ۷    | فولاد          | ۳۰   | ۹   | ۱۳    | ۸    | ۲۷     | ۲۶       | ۱+       | ۴۰     |                                                 |
| ۸    | آلومینیوم اراک | ۳۰   | ۸   | ۱۶    | ۶    | ۲۰     | ۱۵       | ۵+       | ۴۰     |                                                 |
| ۹    | ذوب‌آهن         | ۳۰   | ۷   | ۱۵    | ۸    | ۲۲     | ۲۱       | ۱+       | ۳۶     |                                                 |
| ۱۰   | هوادار         | ۳۰   | ۷   | ۱۲    | ۱۱   | ۲۴     | ۳۴       | ۱۰−      | ۳۳     |                                                 |
| ۱۱   | پیکان          | ۳۰   | ۵   | ۱۳    | ۱۲   | ۱۲     | ۲۸       | ۱۶−      | ۲۸     |                                                 |
| ۱۲   | ملوان          | ۳۰   | ۵   | ۱۲    | ۱۳   | ۲۱     | ۴۰       | ۱۹−      | ۲۷     |                                                 |
| ۱۳   | نساجی          | ۳۰   | ۵   | ۱۱    | ۱۴   | ۲۶     | ۴۴       | ۱۸−      | ۲۶     | صعود به مرحله‌گروهی لیگ قهرمانان آسیا            |
| ۱۴   | صنعت نفت       | ۳۰   | ۵   | ۱۰    | ۱۵   | ۲۲     | ۳۶       | ۱۴−      | ۲۵     |                                                 |
| ۱۵   | مس کرمان       | ۳۰   | ۴   | ۱۰    | ۱۶   | ۲۳     | ۳۷       | ۱۴−      | ۲۲     | سقوط به لیگ آزادگان                             |
| ۱۶   | نفت م. س       | ۳۰   | ۴   | ۸     | ۱۸   | ۲۲     | ۵۹       | ۳۷−      | ۲۰     | سقوط به لیگ آزادگان                             |

- نکته: نتایج بازی‌های رودررو پس از انجام تمامی مسابقات در پایان فصل لحاظ می‌شود.
یادداشت:

1. ↑  استقلال به دلیل عدم پرداخت بدهی های خود مجوز حرفه ای نگرفت و از مسابقات آسیایی حذف شد.[۷]
2. ↑  نساجی به عنوان قهرمان جام حذفی مجوز لیگ قهرمانان آسیا کسب کرد.

#### نتایج
برد       مساوی       باخت
| ۲۲ مرداد ۱۴۰۱ ۱                                                  | فولاد خوزستان                      | 0–0   | صنعت نفت                                                                                | اهواز                                                                    |
| ۲۰:۳۰ DST (UTC+۴:۳۰)                                             | - محمد آبشک '۳۹ - عارف آقاسی '۷+۹۰ | گزارش | - سینا مریدی '۱۲ - حکیم نصاری '۳۹ - میثم تهیدست '۴۰ - محمد طیبی '۵۵ - احسان مرادیان '۸۴ | ورزشگاه: ورزشگاه فولاد آرنا تماشاگران: بدون تماشاگر داور: امیر عرب براقی |
| یادداشت: غبیشاوی مربی دروازه‌بان‌های فولاد یک کارت زرد دریافت کرد. |                                    |       |                                                                                         |                                                                          |

| ۲۸ مرداد ۱۴۰۱ ۲                                           | پرسپولیس                         | 0–0   | فولاد                            | تهران                                                         |
| ۲۰:۳۰ DST (UTC+۴:۳۰)                                      | - علی نعمتی '۱۶ - مهدی ترابی '۴۶ | گزارش | - محمد آبشک '۲۱ - عارف آقاسی '۴۶ | ورزشگاه: ورزشگاه آزادی تماشاگران: ۴۰/۰۰۰ نفر داور: پیام حیدری |
| یادداشت: حسین کعبی، مربی فولاد در دقیقه ۴۸ کارت زرد گرفت. |                                  |       |                                  |                                                               |

| ۴ شهریور ۱۴۰۱ ۳ | فولاد خوزستان | 3–2   | تراکتور                                                                        | اهواز                                                             |
| DST (UTC+۴:۳۰)  | - مجید علیاری '۴ - موسی کولیبالی '۱۸ - مهدی شیری '۷۸ - وحید حیدریه '۱+۹۰ - اشکان دژاگه ۳+۹۰' - محمد آبشک '۵+۹۰ - مجتبی نجاریان '۹+۹۰ | گزارش | - هادی محمدی ۵۳' - محمد آقاجان‌پور ۵۸' - مهدی هاشم‌نژاد '۷۸ - محمدرضا اخباری '۸۴ | ورزشگاه: ورزشگاه فولاد آرنا تماشاگران: ۵/۰۰۰ نفر داور: وحید کاظمی |

| ۹ شهریور ۱۴۰۱ ۴      | فولاد مبارکه سپاهان                      | 0–1   | فولاد خوزستان                                            | اصفهان                                                            |
| ۱۹:۰۰ DST (UTC+۴:۳۰) | - رناتو سیلویرا '۵۸ - فرشاد احمدزاده '۷۰ | گزارش | - مجید علیاری '۳۸ - سعید آقایی '۷۰ - آیاندا پاتوسی ۲+۹۰' | ورزشگاه: ورزشگاه فولادشهر تماشاگران: ۹/۰۰۰ نفر داور: علیرضا فغانی |

|                | فولاد خوزستان | v    | مس رفسنجان |  |
| DST (UTC+۴:۳۰) |               | www. |            |  |

|                | ملوان | v    | فولاد خوزستان |  |
| DST (UTC+۴:۳۰) |       | www. |               |  |

|                | فولاد خوزستان | v    | مس کرمان |  |
| DST (UTC+۴:۳۰) |               | www. |          |  |

|                | استقلال | v    | فولاد خوزستان |  |
| DST (UTC+۴:۳۰) |         | www. |               |  |

|                | فولاد خوزستان | v    | پیکان |  |
| DST (UTC+۴:۳۰) |               | www. |       |  |

|  | {{{تیم۱}}} | v | {{{تیم۲}}} |  |

|  | {{{تیم۱}}} | v | {{{تیم۲}}} |  |

|  | {{{تیم۱}}} | v | {{{تیم۲}}} |  |

|  | {{{تیم۱}}} | v | {{{تیم۲}}} |  |

|  | {{{تیم۱}}} | v | {{{تیم۲}}} |  |

|  | {{{تیم۱}}} | v | {{{تیم۲}}} |  |

|  | {{{تیم۱}}} | v | {{{تیم۲}}} |  |

|  | {{{تیم۱}}} | v | {{{تیم۲}}} |  |

|  | {{{تیم۱}}} | v | {{{تیم۲}}} |  |

|  | {{{تیم۱}}} | v | {{{تیم۲}}} |  |

|  | {{{تیم۱}}} | v | {{{تیم۲}}} |  |

### جام حذفی

#### نتایج
برد       مساوی       باخت

### لیگ قهرمانان آسیا

#### نتایج
برد       مساوی       باخت

## لباس‌ها
| لباس‌اول | لباس‌دوم |

| اسپانسر مالی | شرکت فولاد خوزستان K.S.C |
| تامین البسه  | شرکت پوشاک مجید          |